# Wasserwerfer 4000

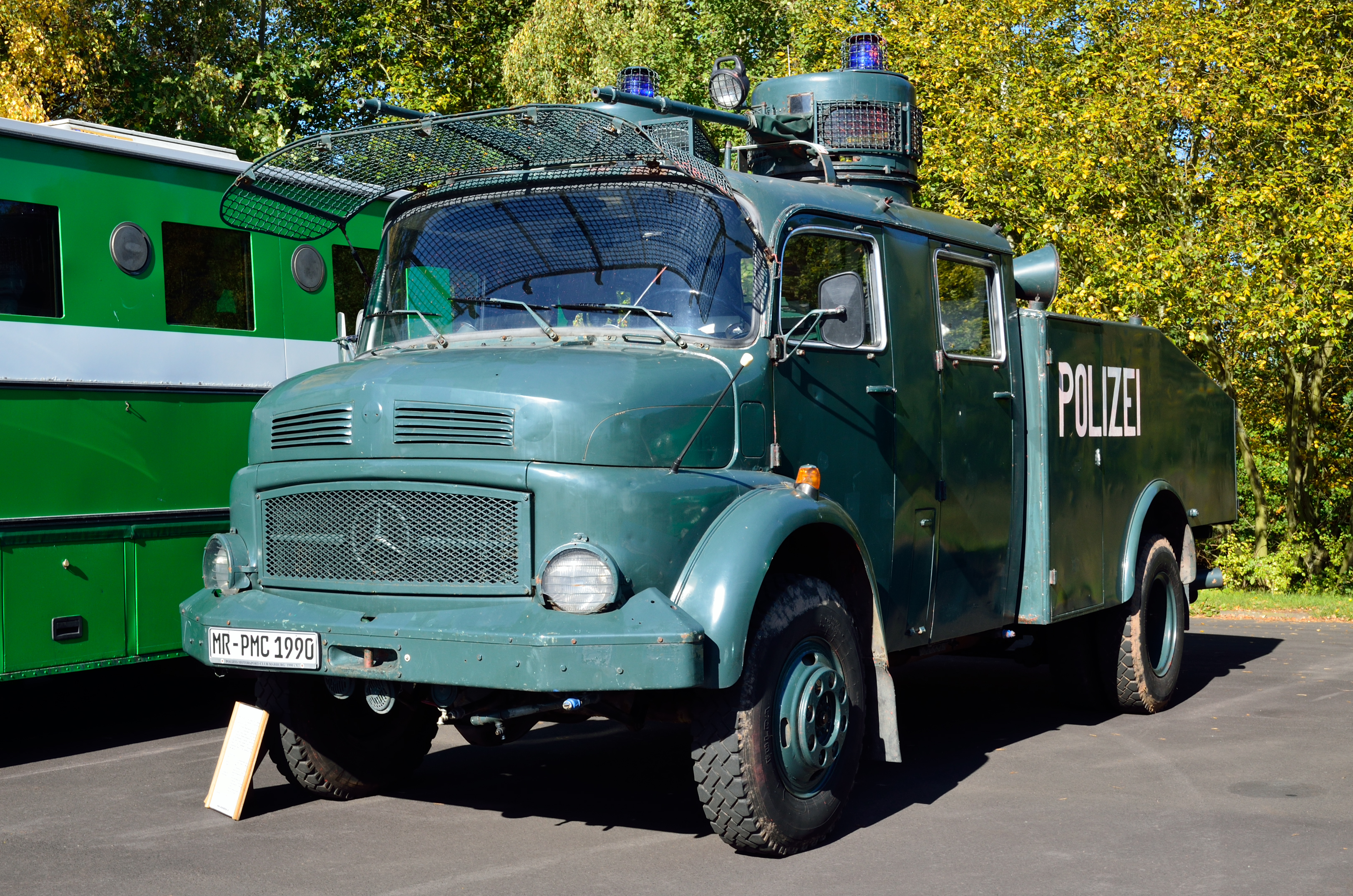
Wasserwerfer 4000 im Polizeioldtimer-Museum Marburg

Der Wasserwerfer 4000 war ein Wasserwerfer, der unter anderem bei den deutschen Landesbereitschaftspolizeien und ab 1974 beim Bundesgrenzschutz eingesetzt wurde. Er basierte auf dem Mercedes-Kurzhauberfahrgestell LA 1113. Der Aufbau stammte von Metz. Er war geländegängig und fasste einen Wasservorrat von 4000 Litern. Eines der Fahrzeuge konnte im 1. Deutschen Polizeioldtimer-Museum erhalten werden.